# Leszno (Varsovie-ouest)
Pour les articles homonymes, voir Leszno (homonymie).
Leszno [ˈlɛʂnɔ] est un village polonais, situé dans la Powiat de Varsovie-ouest et dans la voïvodie de Mazovie dans le centre-est de la Pologne.
Il est le chef-lieu (siège administratif) de la gmina de Leszno.
Il se situe à environ 15 kilomètres à l'ouest d'Ożarów Mazowiecki et à 28 kilomètres à l'ouest de Varsovie.
Le village a une population de 3 253 habitants en 2000.